# One Day Love
"One Day Love" (tradução portuguesa: "Amor de um dia") foi a canção que representou a Irlanda no Festival Eurovisão da Canção 1971, interpretada em inglês por Angela Farrell. Foi a 13.ª canção a ser interpretada na noite do evento, a seguir à canção sueca "Vita vidder", interpretada pela banda Family Four e antes da canção neerlandesa "Tijd", interpretada por Saskia & Serge. No final, a canção sueca terminou em 11.º lugar, recebendo um total de 79 pontos. 

## Autores
- Letra: Donald Martin, Ita Flynn
- Música: Donald Martin, Ita Flynn
- Orquestra: Noel Kelehan

## Letra
A canção é uma balada, com Farrell cantando para um antigo amante. Ela diz-lhe que ele é conhecido por amar as raparigas muito brevemente (apenas um dia) antes de partir para a próxima conquista romântica. Diz-lhe que um dia que será mais próximo do que ele pensa, será ele o perdedor e que a outra não lhe responderá aos seus pedidos amorosos. 